# Лимбали
Лимбали (англ. Limbali) — порода древесины, получаемая из деревьев, относящихся к видам рода Gilbertiodendron семейства Бобовые: Gilbertiodendron brachystegioides, Gilbertiodendron dewevrei и Gilbertiodendron preussii.

## Регион происхождения
Эти деревья произрастают в экваториальном и субэкваториальном поясах Африки (Габон, Гана, Демократическая Республика Конго, Камерун, Кот-д’Ивуар, Либерия, Нигерия).

## Названия
Основные местные названия: Габон — Abeum, Гана — Tetekon, Демократическая Республика Конго — Ditshiopi, Ligudu, Limbali, Камерун — Ekobem, Кот-д’Ивуар — Vaa, Либерия — Sehmeh, Нигерия — Ekpagoi Eze. Хорошая устойчивость к белой гнили. Умеренная стойкость к коричневой кубической гнили.

## Свойства
Бревна имеют диаметр от 60 до 100 сантиметров, толщина заболони — 5-10 сантиметров (явно выражена), текстурированность грубая. Цвет древесины — красно-коричневый с зеленоватым или медным отблеском.
Механические характеристики:
- Прочность: умеренная.
- Сопротивление раздавливанию: 72 Мпа
- Статическая прочность на изгиб: 137 Мпа
- Модуль упругости: 18010 Мпа.

Стойкость к грибкам: класс 2 — устойчивая; древоточцы: стойкая, риск ограничен заболонью; термиты: класс М — умеренно устойчиво; проницаемость: 3 — слабая; класс использования: 3 — снаружи, без контакта с землей.
Требование к защитной обработке: Против древоточцев — не тербует защитной обработки; против риска временного увлажнения — не требует необходимую защитную обработку; против риска постоянного увлажнения — не рекомендуется к использованию. Распиливание и обработка: затупляющий эффект режущих кромок — достаточно высокий; рекомендуемые зубья — стеллитовые наконечники; режущие кромки — карбид иольфрама; лущение — плохо; строгание — не рекомендуется.
Монтаж: гвоздевание/свинчивание — хорошо, с предварительным высверливанием; склеивание — правильное (в помещении). 

Применение: Грубые столярные изделия, Промышленные полы, Внутренняя облицовка, Наружная облицовка, Внутренний столярные изделия, Внешние столярные изделия, Судостроение (обшивка и палуба), Полы в транспорте и контейнерах, Лестницы (внутренние), Оконные рамы.